# 존슨군 전쟁

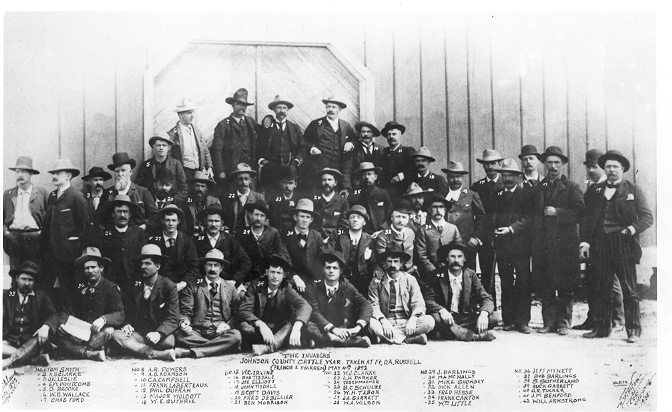
침략자들의 사진.

존슨군 전쟁(-郡戰爭, Johnson County War) 또는 파우더 강 전쟁(War on Powder River), 와이오밍 목지전(-牧地戰, Wyoming Range War)은 1892년 와이오밍주 존슨군에서 벌어진 목지전이다. 존슨군과 그 주위 나트로나 군, 컨버스 군 일대의 파우더 리버 컨트리 주변의 대규모 목장주들과 소규모 목장주 및 농민들 사이에 긴장이 고조되었고, 4월에 대목장주들이 총잡이들을 고용하여 존슨군을 침공해 경쟁자들을 제거하려 했다. 사태는 교착상태에 빠져 있다가 벤저민 해리슨 대통령이 기병대를 파병해 진압되었다. 기병대는 침략자들의 무장을 해제시켰으나 그들이 전쟁 와중 벌였던 학살을 처벌하지는 못했다.
이 사건은 서부 개척 시대(소위 "와일드 웨스트")의 상징적인 사건으로서, 영화 《천국의 문》을 비롯한 많은 매체들에서 다루어진 바 있다.